# Historiographie de Lyon
L'historiographie de Lyon se rapporte à la perception de l'Histoire par les historiens ayant écrit et étudié l'histoire de Lyon. Lyon possède une tradition historiographique remontant à la Renaissance et est l'une des villes de France les plus racontées par les historiens.

## L'étude du Lyon antique à la Renaissance

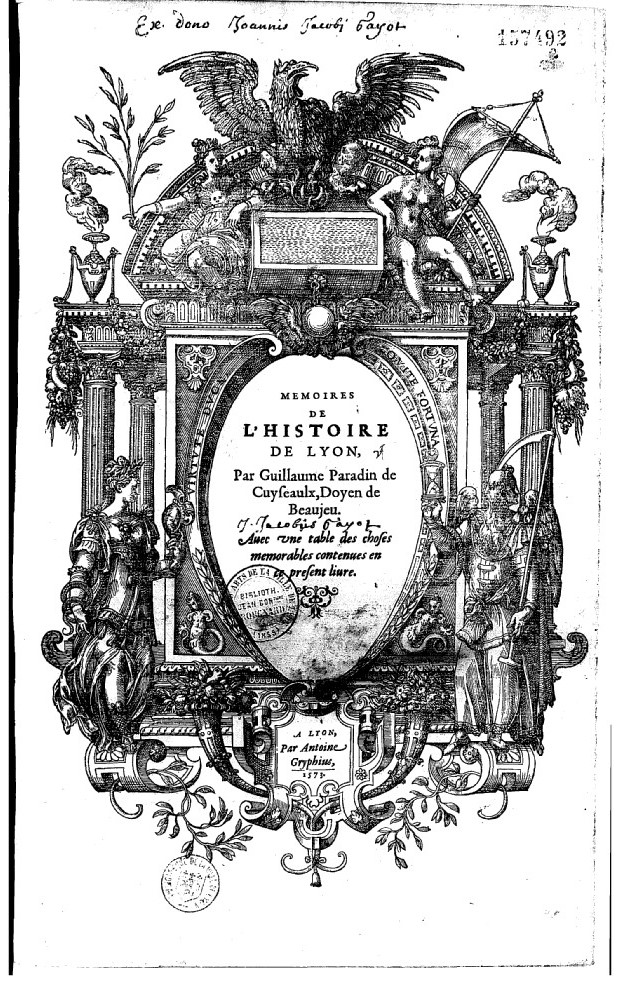
Première page de la première Histoire de Lyon, publiée par Guillaume Paradin en 1573.

Lyon a des historiens dès la Renaissance. De nombreux érudits tels Pierre Sala, Symphorien Champier ou Claude de Bellièvre, fascinés par les antiquités découvertes, les accumulèrent et se penchèrent sur le passé de leur cité, essentiellement l'antiquité. 
La première trace d'une étude du passé lyonnais est la compilation par l'érudit Pietro Aleandro d'inscriptions antiques de la ville en 1501. Mais le premier érudit lyonnais à travailler sur l'histoire antique de la ville est Pierre Sala. Il collectionne les antiquités découvertes dans sa maison de l'Antiquaille et en dresse l'inventaire dans un manuscrit. A sa suite un réseau d'érudits compilent, étudient et publient sur les découvertes du passé romain de Lyon. Outre Sala, Champier et Bellièvre, il y a également Guillaume du Choul, Gabriel Simeoni ou Nicolas de Nicolay.
Toutefois, ces passionnés de traces antiques ne se lancent pas dans un véritable travail historique vis-à-vis de leur ville. Le premier érudit à publier une histoire de Lyon est Guillaume Paradin en 1573. Il commence par reprendre les travaux de plusieurs prédecesseurs sur les inscriptions antiques de la ville mais il y ajoute une description chronologique des évènements survenus à Lyon, s'arrêtant en 1559, avec les fêtes en l'honneur de la Paix de Cateau-Cambrésis.
Il est suivi quelques décennies plus tard par Claude de Rubys qui publie en 1604 la Véritable histoire de la ville de Lyon.

## Les historiens lyonnais à l'époque moderne
Ce n'est qu'à partir du milieu du XVIIe siècle que l'histoire de Lyon se développe réellement. Contrairement à de nombreuses autres villes, le consulat ne finance pas pendant longtemps d'historiens pour relater les chroniques de la vie municipale et glorifier la cité. Ce n'est qu'en 1640 que les élites se décident et demande au milieu jésuite de la ville d'entamer le travail. En 1643, le père Labbé est rétribué pour rédiger une histoire dela ville en trois tomes. Il n'achève pas l'ouvrage mais le consulat finance d'autres érudits pour reprendre la tâche, surtout des jésuites. Ainsi sont tour à tour publiées : 
- Lyon dans son lustre, en 1650 par Samuel Chapuzeau
- Histoire des martyrs de Lyon en 1662 par Théophile Raynaud
- Histoire de l'Église de Lyon en 1662 par Jean de Saint-Aubin
- Histoire de la ville de Lyon en 1666 par le même[d 3].

### Recherche sur l'antiquité
Aux XVIIIe et XIXe siècles, l'historiographie se penche sur les aqueducs antiques, notamment Guillaume Marie Delorme et Alexandre Flachéron.
La question de l'emplacement de l'amphithéâtre des Trois Gaules est également souvent évoquée, pour des raisons religieuses notamment, en raison de son association aux martyrs de Lyon. De la Renaissance au XIXe siècle, plusieurs hypothèses placent l'édifice à Saint-Jean, Ainay ou à la place de l'odéon puis celle du théâtre. L'identification certaine de l'amphithéâtre avec les ruines situées rue des Tables-Claudiennes ne se fait qu'en 1958 avec la découverte de son épigraphe. Ces ruines étaient repérées dès la Renaissance et identifiées depuis 1820, mais la présence de l'euripe avaient fait croire à tort à François Artaud qu'il s'agissait d'un dispositif d’inondation destiné à organiser des naumachies.

## Historiographie de la Renaissance
L'histoire de Lyon à la Renaissance commence à être bien connue, et ses multiples aspects, politiques, économiques, sociaux, religieux ou culturels ont chacun été étudiés. Il reste encore toutefois de nombreux chantiers en suspens, qui attendent des historiens.

### Champs de recherches potentiels
Des études sur le consulat pourraient être menées à partir notamment des séries des délibérations consulaires. Une étude de la communication dans la ville pourrait ainsi être menée à l'égal de ce qui a été fait pour le XVIIe siècle. Les sources fiscales n'ont également jamais encore été exploitées dans leur ensemble, mais seulement lors d'articles sur des points ponctuels. De même, les testaments des Lyonnais n'ont été exploités que pour l'époque antérieure par Marie-Thérèse Lorcin, dont les travaux pourraient être poursuivis, « mais sur un plan plus structurel, c'est toute la question de l'espace sacré qui serait à reprendre ».
Sur les aspects économiques et sociaux, beaucoup a été fait, sauf en ce qui concerne les grands marchands eux-mêmes et leurs familles. Si la disparition d'une large part des archives notariées pose de lourds problèmes, d'autres traces subsistent. Le manque de monographies se ressent également dans les domaines des imprimeurs ou des artistes.
Enfin, la position frontalière de la ville n'a que peu été étudiée dans ce qu'elle implique. « La nouvelle histoire diplomatique, attentive aux mots de la négociation comme aux choses de l'intendance, apportera sans doute du nouveau sur le rôle d'une ville dont les Entrées royales ou princières ne forment que la partie la plus visible de ce dossier en jachère ».

### Historiographie de l'urbanisme lyonnais à la Renaissance
Le patrimoine monumental lyonnais n'a fait l'objet d'études de la part d'érudits qu'à partir du XIXe siècle. La figure importante de ce premier mouvement est Pierre Martin, avec son ouvrage de 1855 : Recherches sur l'architecture : la sculpture, la peinture, la menuiserie, la ferronnerie, etc : dans les maisons du Moyen Âge et de la Renaissance à Lyon. Une importante base documentaire a été constituée à cette époque et se retrouve dans le fond Pointet des archives municipales,.
Depuis les années 1970, les travaux universitaires sur le sujet se multiplient, ainsi que les publications. Les premières d'entre elles sont publiées au sein des Documents d'archéologie en Rhône-Alpes et Auvergne, consacrés à des zones ou des thèmes. Ces recherches s'inscrivent dans un contexte général de développement d'études archéologiques du bâti d'habitation. Un premier bilan est établi en 1998 par Pesez et Esquina. Pour Lyon, un premier bilan est fait lors de l'exposition « Au fil du chantier » de 1997.

### Historiographie de la peinture à la Renaissance

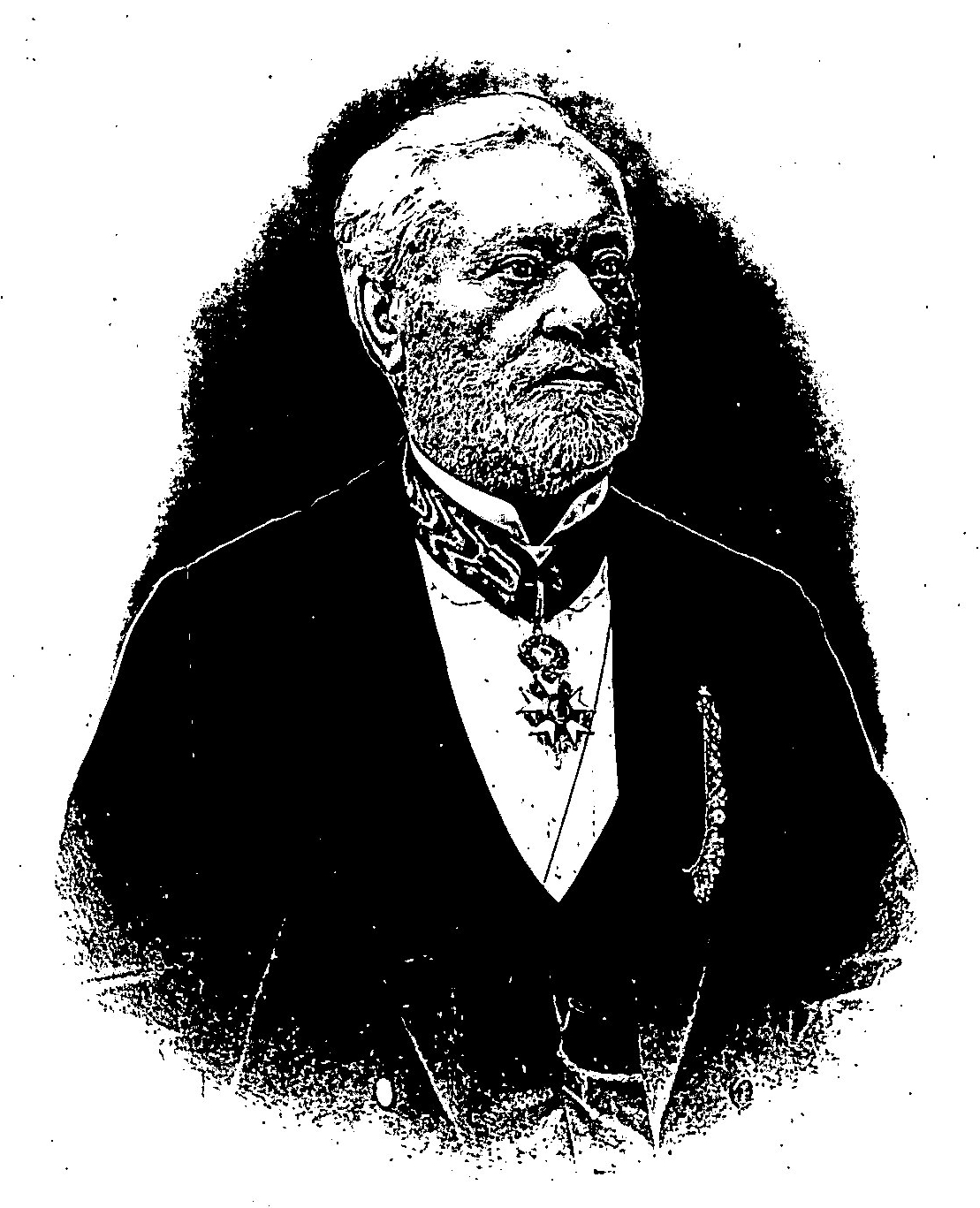
Natalis Rondot, érudit spécialiste de l'art lyonnais à la Renaissance.

L'étude de la peinture lyonnaise de la Renaissance a connu plusieurs périodes nettement individualisées.
La première d'entre elles concerne les textes écrits durant la Renaissance elle-même, les auteurs étant donc plus ou moins contemporains des peintres. Cette période est surtout caractérisée par le genre de l'éloge. Ce sont souvent des hommes de lettres qui rendent hommage aux peintres de leur temps. Un exemple peut être pris dans la Plainte du désiré de Jean Lemaire de Belges de 1504 qui y célèbre Jean Hey et Jean Perréal. Au début du XVIe siècle, ce sont essentiellement des portraitistes qui sont célébrés ; puis la tendance évolue et lors de la seconde moitié du siècle, des peintres d'histoire reçoivent à leur tour l'honneur de textes littéraires à leur gloire. Ainsi, Bernard Salomon est célébré autant par Jean de Tournes que par Antoine du Verdier,.
La deuxième période, qui comprend les XVIIe et XVIIIe siècles, voit une large chape d'indifférence s'étendre sur les ouvrages concernant l'art vis-à-vis de la production lyonnaise. Les seuls noms qui retiennent alors une certaine attention sont ceux de Bernard Salomon et Corneille de Lyon.
La troisième phase historiographique, située entre le milieu du XIXe et le milieu du XXe siècle, connaît un foisonnement de recherches portées surtout par des historiens locaux. Cet intérêt a été réveillé par des artistes et des collectionneurs tels Pierre Révoil, Jean-Baptiste Carrand ou Édouard Aynard. Les premiers grands défricheurs d'archives lyonnaises consacrées aux artistes sont Natalis Rondot, Henri Baudrier, André Steyert, Louis Charvet, Alfred Cartier ou Lucien Bégule. Toutefois, ces érudits s'intéressent surtout à d'autres arts que la peinture ; les deux figures qui suscitent le plus d'intérêt dans ce domaine sont Jean Perréal et Corneille de Lyon, considéré alors comme l'artiste emblématique de la Renaissance lyonnaise. Cette troisième phase produit les premiers répertoires, dictionnaires et synthèses,.
« La dernière phase historiographique s'est ouverte à partir des années 1960 et se caractérise par un changement de point de vue. L'idée n'est plus de définir l'identité d'une « école lyonnaise » mais de replacer le foyer dans la dynamique des échanges artistiques ». L'exposition au Petit Palais de 1965 Le Seizième siècle européen jour un grand rôle dans cette évolution. Les chercheurs, tout en replaçant les auteurs les plus étudiés dans un contexte plus large d'influences croisées se penchent davantage sur des auteurs auparavant délaissés : Giovanni Capassini, Frans Stellaert ou Noël de Lyon. L'enluminure a été particulièrement étudiée avec les travaux de François Avril, Lynn F. Jacobs et la synthèse d'Elizabeth Burin ; de même que les arts graphiques avec Peter Sharratt ou Vanessa Selbach, et notamment les graveurs sur cuivre, avec les recherches de Henri Zerner et la synthèse d'Estelle Leutrat,.